# Mahmut Akan
Mahmut Akan (* 14. Juli 1994 in Keçiören, Ankara) ist ein türkischer Fußballspieler.

## Karriere
Akan kam in Keçiören, einem Stadtteil Ankaras, auf die Welt und begann hier mit dem Vereinsfußball in der Jugend von Ankaraspor. Nachdem die Verantwortlichen dieses Vereins um Melih Gökçek auch den Verein MKE Ankaragücü übernommen hatten, wechselte Akan in die Nachwuchsabteilung dieses Vereins. Bereits nach einem Jahr kehrte er aber zu Ankaraspor zurück, unterschrieb vorerst einen Amateurvertrag und spielte für die Reservemannschaft des Vereins, für Ankaraspor A2. Mit dieser Mannschaft gewann er überraschend die Meisterschaft der Reservemannschaftenliga, die der A2 Ligi.
Nachdem die Profimannschaft Ankaraspors für die Spielzeit 2013/14 die Teilnahme an der zweithöchsten türkischen Spielklasse, an der TFF 1. Lig, erlangte, wurde Akan in diese Mannschaft aufgenommen. Für die Saison 2013/14 wurde er an den Drittligisten Polatlı Bugsaşspor ausgeliehen.
Für die Saison 2013/14 wurde er bei Ankaraspor, welches seinen Namen im Sommer 2014 in Osmanlıspor FK änderte, im Kader behalten.
Im Sommer 2016 wechselte er gemeinsam mit seinen Teamkollegen Ahmet Şahin und Serdar Deliktaş zum neuen Erstligisten Kardemir Karabükspor. Nach einer Saison verließ er den Verein wieder.

## Erfolge
Mit Ankaraspor A2 (Reservemannschaft)
- Meister der TFF A2 Ligi: 2012/13

Mit Osmanlıspor FK
- Vizemeister der TFF 1. Lig und Aufstieg in die Süper Lig: 2014/15 (Ohne Einsatz)

Mit MKE Ankaragücü
- Vizemeister der TFF 1. Lig und Aufstieg in die Süper Lig: 2017/18